# Hersilia striata
Espèce
Hersilia striata est une espèce d'araignées aranéomorphes de la famille des Hersiliidae.

## Distribution
Cette espèce se rencontre en Chine au Yunnan, à Taïwan, en Inde, en Birmanie, en Thaïlande et en Indonésie à Java et à Sumatra,.

## Publication originale
- Wang & Yin, 1985 : Two new species of spiders of the genus Hersilia from China (Araneae: Hersiliidae). Acta Zootaxonomica Sinica, vol. 10, no 1, p. 45-49.